# Osiedle Rzeczypospolitej

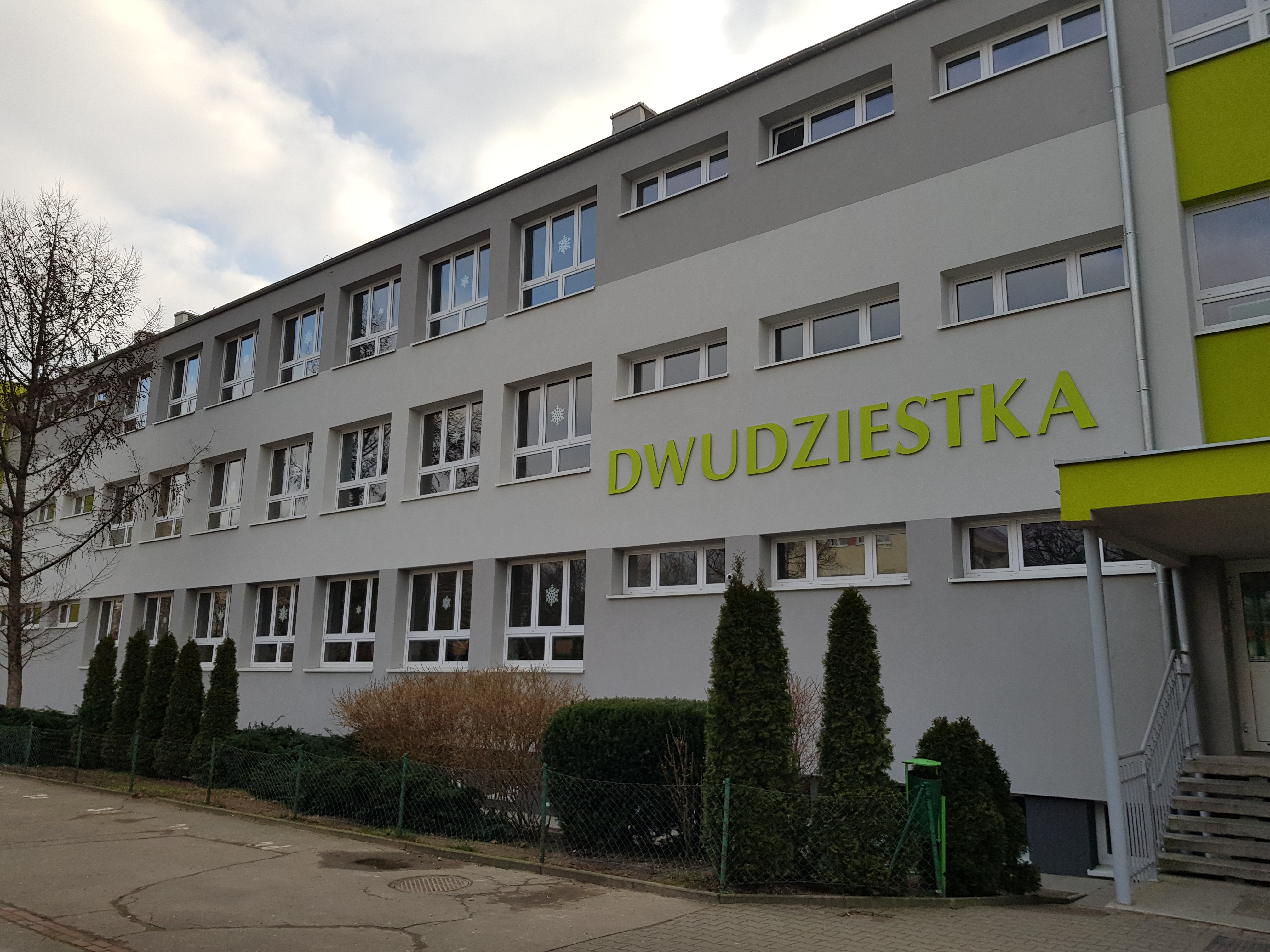
Szkoła podstawowa nr 20 (2020)

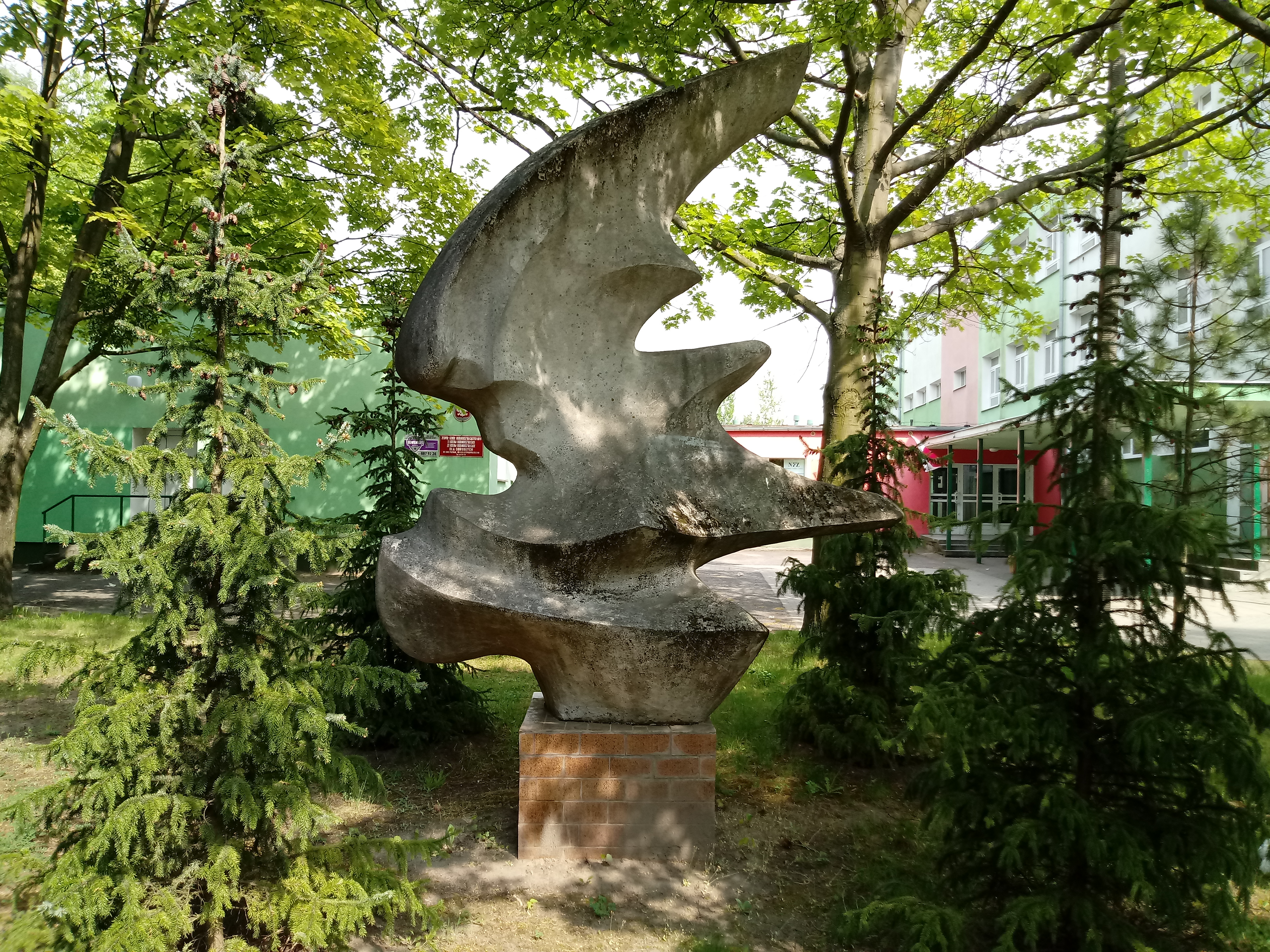
Rzeźba plenerowa „Lot” stojąca przed X Liceum Ogólnokształcącym (2018)

Osiedle Rzeczypospolitej – osiedle mieszkaniowe położone w dwóch jednostkach obszarowych Systemu Informacji Miejskiej (SIM) Osiedle Jagiellońskie i Osiedle Rzeczypospolitej, wchodzące w skład większej jednostki obszarowej Rataje, na terenie jednostki pomocniczej miasta Osiedle Rataje, w Poznaniu. 

## Charakterystyka
Zabudowę osiedla stanowi piętnaście budynków pięciokondygnacyjnych oraz trzy wysokościowce osiemnastokondygnacyjne.
Poza tym na osiedlu mieści się przychodnia lekarska „MEDEO”, żłobek „Przemko” i pawilon handlowy. Przez osiedle przechodzą ulice: Jastrzębia, Wyzwolenia i Łabędzia.
Na osiedlu mieścił się kultowy bar samoobsługowy „Kmicic”, znany min. z serwowania pyz w sosie myśliwskim, który zamknięto z powodu bankructwa w dniu 1 lipca 2021 roku. 

## Ulice
Granice osiedla wyznaczają następujące ulice:
- ul. Zamenhofa
- ul. Krucza

Na terenie osiedla znajdują się ulice:
- ul. Jastrzębia
- ul. Wyzwolenia (częściowo)
- ul. Łabędzia

## Oświata
- Szkoła podstawowa nr 20 im. Stefana Batorego[5]
- Liceum Ogólnokształcące nr 10 im. Przemysła II
- Liceum Ogólnokształcące nr 10 dla dorosłych im. Przemysła II
- Przedszkole nr 130 „Bajkowy świat”[6]
- Przedszkole nr 113 „Mali sportowcy”[7]

## Sztuka
Na ulicy Wyzwolenia na wysokości Liceum Ogólnokształcące nr 10 stoi rzeźba plenerowa „Lot” wykonana przez Jerzego Sobocińskiego w roku 1981. Inna rzeźba plenerowa „W tańcu” autorstwa Krystyny Spisak-Madejczyk z 1979 roku, znajduje się pomiędzy wieżowcem o nr 14–15 a pawilonem handlowym.

## Komunikacja
Osiedle Rzeczypospolitej posiada połączenie komunikacyjne MPK autobusowe linii: 174, 184, 211, 221 (przystanek: Osiedle Rzeczypospolitej na ulicy Zamenhofa) oraz tramwajowe linii: 7, 12 i 13 (przystanek: Osiedle Rzeczypospolitej na tej samej ulicy).